# 条纹异鳞鱵
条纹异鳞鱵（学名：Zenarchopterus striga），是鱵科異鱗鱵屬一种，分布于印度、马来半岛及香港等地。本种由英国学者愛德華·布萊思于1858年描述发表。